# StarKid
StarKid Productions (også kendt som Team StarKid) er en amerikansk teatergruppe, der er specialiseret i musical-komedier. De blev grundlagt i 2009 ved University of Michigan af Darren Criss, Brian Holden, Matt Lang og Nick Lang efter deres uventede virale succes med musicalen A Very Potter Musical, der er en parodi på Harry Potter-serien.
StarKid står desuden bag albums, koncerter, web-serier, sketches og bøger. På Billboards Top Cast Albums blev de som den første studentermusical medtaget med albummet Me and My Dick på en 11. plads. Året efter blev albummet Starship nummer ét.

## Musicals
Det følgende er nogle af de musicals, som StarKid har produceret

### Twisted (2013)
Twisted: The Untold Story of a Royal Vizier er en parodi på Disneys Aladdin. Jafar (Dylan Saunders), der i Disneys version er skurken, er nu helten, der trods modgang gør sit bedste for at tjene befolkningen som storvesir. Aladdin (Jeff Blim) er derimod en usympatisk tyv, der ikke gider at arbejde, men som prøver på at score prinsessen.
Historien er desuden tydeligt inspireret af musicalen Wicked, som ligeledes gør skurken til helten i modsætning til den originale Troldmanden fra Oz.

### The Trail to Oregon! (2015)
The Trail to Oregon! er en parodi på computerspillene The Oregon Trail og foregår på ruten Oregon Trail. Musicalen følger en familie nybyggere, hvis bondegård er brændt ned, og som derfor rejser til Oregon for at få et bedre liv. Rejsen er i sig selv hård og forværres af farens (Jeff Blim) dårlige forretningssans. Dertil bliver datteren (Jaime Lyn Betty) bortført af banditten McDoon (Joey Richter).

### The Guy Who Didn't Like Musicals (2018)
Kontorarbejderen Paul (Jon Matteson) i byen Hachetfield kan ikke lide musicals, men efter et meteornedslag begynder folk på gaden at synge. Det viser sig hurtigt at være aliens, der inficerer mennesker og overtager deres kroppe. Paul, Emma (Lauren Lopez) og forskellige andre bekendte og venner må nu kæmpe for at overleve og ikke blive snydt af, at rumvæsnerne har taget menneskeskikkelse.